# 朴淵鏞
朴淵鏞（韓語：박연용，1941年3月23日—），是大韓民國的政治人物，2011年12月13日起被委任為黃海道知事。

## 生平
朴淵鏞自首爾大學教育學院體育系畢業，又在韓國海軍士官學校畢業，同時曾任國防發展局（ADD）副主任及民主和平統一諮詢委員會委員。
2011年12月13日，朴淵鏞接替閔鳳基（韓語：민봉기）成為黃海道知事。